# Pol'and'Rock Festival
Pol'and'Rock Festival, precedentemente Przystanek Woodstock (in italiano: Fermata Woodstock) è un festival musicale organizzato dalla Wielka Orkiestra Świątecznej Pomocy-WOŚP ogni anno fra la fine di luglio e l'inizio di agosto. 

## Il festival
L'accesso alla manifestazione è gratuito e il pubblico è composto prevalentemente da giovani polacchi e tedeschi. All'edizione del 2011 700.000 persone hanno preso parte al festival. Durante la kermesse, oltre ai concerti, vi sono convegni, presentazioni teatrali o di pittura, discussioni, incontri a partecipazione libera. 

## Przystanek Woodstock
Il nome Przystanek Woodstock secondo Jurek Owsiak, l'organizzatore del festival, si riferisce al festival di Woodstock e all'atmosfera della cultura hippy. La parola Przystanek sarebbe legata invece al nome della serie televisiva statunitense Un medico tra gli orsi (in polacco: Przystanek Alaska).
Owsiak organizza annualmente questo festival per ringraziare coloro che aiutano volontariamente la sua fondazione WOŚP.

## Storia
Il primo Przystanek Woodstock ha avuto luogo a Czymanowo nel 1995. Nel 1996 il festival si è svolto a Stettino, dal 1997 al 1999 a Żary, nel 2000 a Lębork, dal 2001 al 2003 nuovamente a Żary, dal 2004 al 2019 a Kostrzyn nad Odrą, dal 2022 a Czaplinek (Pomerania Occidentale).
Tra gli ospiti più famosi si possono annoverare: Janusz Kochanowski, Tadeusz Mazowiecki, Bohdan Łazuka, Lech Wałęsa, Leszek Możdżer e Stanisław Tym. In un'occasione Przystanek Woodstock ha ospitato anche Michael Lang, l'organizzatore del festival di Woodstock del 1969.